# Malá Morávka
Malá Morávka é uma comuna checa localizada na região de Morávia-Silésia, distrito de Bruntál‎.